# Francesco Guicciardini
Francesco Guicciardini, italijanski politik in zgodovinar, * 6. marec 1483, † 22. maj 1540.
Velja za enega najvplivnejših političnih piscev italijanske renesanse. S svojim glavnim delom, Storia d'Italia (»Zgodovina Italije«), je v zgodovinopisje uvedel nov slog, z uporabo uradnih vladnih virov v podporo trditvam in realistično analizo ljudi ter dogodkov svojega časa.
Bil je tudi Machiavellijev prijatelj in kritik.